# Pentaphyllum
Pentaphyllum là một chi thực vật có hoa trong họ Hoa hồng.